# VIP (programa)
VIP (Very Important People) foi um programa de televisão espanhol exibido pela Telecinco entre 5 de março de 1990 e 1992 com apresentação de Emilio Aragón, e com Thalia eventualmente.